# 圣安杰洛-阿法萨内拉
圣安杰洛-阿法萨内拉（義大利語：Sant'Angelo a Fasanella），是意大利萨莱诺省的一个市镇。总面积32平方公里，人口717人，人口密度22.4人/平方公里（2009年）。ISTAT代码为065128。